# Szepessy László (költő)
Szepessy László családi nevén Szijártó László (Dombóvár, 1880. szeptember 8. – Doberdó, 1915. augusztus 1.) tanár, költő, újságíró.

## Életútja
A dombóvári elemi iskola elvégzése után a kaposvári és pécsi gimnáziumba járt. Érettségi után a cisztercita szeminárium papnövendéke volt, már ekkor verseket írt Szepessy néven. Pappá szentelésére nem került sor. A Pesti Egyetemen folytatta tanulmányait, ahol tanári diplomát szerzett. Ezután először Magyaróváron, majd a váci gimnáziumban tanított. 1902-ben már újságírással is foglalkozott, a Dombóvár és Vidéke ideiglenes szerkesztője lett. Minden jelentős helyi társadalmi megmozdulásban részt vett. Verset írt tűzoltó zászlószentelésre, a kerületi felügyelő születésnapjára, Veszelei Károly halálára, és még sok más alkalomra. 1907-ben otthagyta a tanári pályát, és Budapesten a Kis Pajtás című gyermeklap szerkesztője lett. 1909-ben a rákospalotai Wágner Manó Gimnázium fiúinternátusában nevelői állást kapott. 1911. novemberétől már Vácon dolgozott, a kegyesrendiek főgimnáziumában. Minden szabad idejét Budapesten töltötte politikusi és írói körökben, nyáron pedig utazgatott. Megismerkedett Toján Etussal, Toján Károly jómódú váci borbélymester leányával, akit 1912-ben feleségül vett. Két lányuk született: Éva és Edit. 1915-ben az olasz frontra küldték, ahol hősi halált halt.

## Tagságai
- Tolnamegyei kör alelnöke - 1902[4]
- Dombóvári Katolikus Legényegylet

## Munkássága

### Kötetei
Lírai versei, „dalai” Petőfi és Tóth Kálmán verseinek hangulatában születtek; az ifjú költőnek elszánt célja volt, hogy elődeihez, példaképeihez hasonlóan széles körben ismertek legyenek alkotásai. Pályájának első szakaszában a szerelmi és a hétköznapi líra mellett a vallásos ének-költészet  volt a meghatározó. Sok ilyen versét már ismert egyházi dallamokra költötte, valamint számos saját versét a katolikus egyház szellemét megújítóknak ajánlotta fel, s úgy terjesztette.
- Költemények - 1903
- Csalogánydalok - 1903
- A vitéz huszár - 1904
- Hazafias Mária dalok - 1907
- Liliomok lilioma - 1909
- Virágos vonattól a vöröskeresztesig - 1914
- Katonaversek - 1914
- Hit és haza[5] - 1914
- Lakodalmi köszöntőversek - 1914

### Dalszövegei
Nem tudni melyik költeményét zenésítették meg először. A Költemények-ben (1902) már van egy Névnapi üdvözlő dal, amelyhez  Kontor Elek szerzett zenét. Valószínűleg a Grundt-fiúk zenetanára, Fayl Frigyes zenésítette meg az első népdalait, azután Radványszky József a Síró nótákat. 1909-ben a Mária dalok kötetében már 37 muzsikus neve van felsorolva, akik 195 dalát zenésítették meg, és tizennégy elbeszélő költeményéhez, hét daljátékához szereztek kísérő zenét. Utolsó verseskötetében, a Katona-versekben (1914) pedig 210 újabb, Szepessy-művekre szerzett zenemű van felsorolva. Híres cigányprímások közül Csóka Józsi, Rácz Laci, Sas Náci és Vörös Ferkó zenésítették meg költeményeit, összesen körülbelül 500 versét. Legjobban elterjedtek a Fráter Loránd megzenésítette Fekete hajából fehér szemfedőmbe… és  a Csóka Józsi dallamával a Kössétek meg az ugatós kutyátok… A Dél-Dunántúlon különösen kedvelt volt a kávéházak, kocsmák és vendéglők közönségének körében is a Kontor Elek által megzenésített két eredeti magyar dal: a Kaposparti szomorúfűz lombjai és a Kapos folyó széles, magas hídján kezdetűek. Operettszövegeket is költött Yankee-lány és költőszerelem címen. Az előbbi Kerner Jenőnek, a pesti Király Színház karnagyának megzenésítésében színre is került Nagyváradon. A budapesti színpadokra azonban nem sikerült egyik darabjával sem bejutnia.
Interneten is elérhető dalszövegek:
Kössétek meg az ugatós kutyátok.
Megérett már a cseresznye, de piros.
Nem tudja meg soha senki.

## Szerepe a dombóvári közéletben, kultúrában
- Rákóczy Rodostóban melodráma előadása - 1903[8]
- Veszelei Károly emléktáblájának avatása - 1904[9]
- Szepessy László szaval - 1907[10]
- Szepessy László a népszövetségről - 1908[11]
- Szepessy és a Dombóvári Kath. Legényegylet - 1909[12]
- Szepessy László: Liliomok lilioma c. verses kötete - 1909[13]
- Tolnavármegye és a közérdek - 1910[14]
- Magyar kath. szépirodalom - 1913[15]
- Ung/hírek - 1914[16]

## Emlékezete
- Kerámia portré a Dombóvári Pantheonban - Ivanich-üzletház árkádjának falán Dombóváron - 2012[17]
- Katonatársai sírját megjelölték a doberdói fennsíkon, amely azonban később eltűnt.[18]
- Jelképes sírja a dombóvári katolikus temetőben található.[19]
- Dombóváron a szülői házon emléktábla.[20]
- Dombóváron utcát neveztek el róla.[21]
- A Dombóvári Helytörténeti Múzeumban termet neveztek el róla.

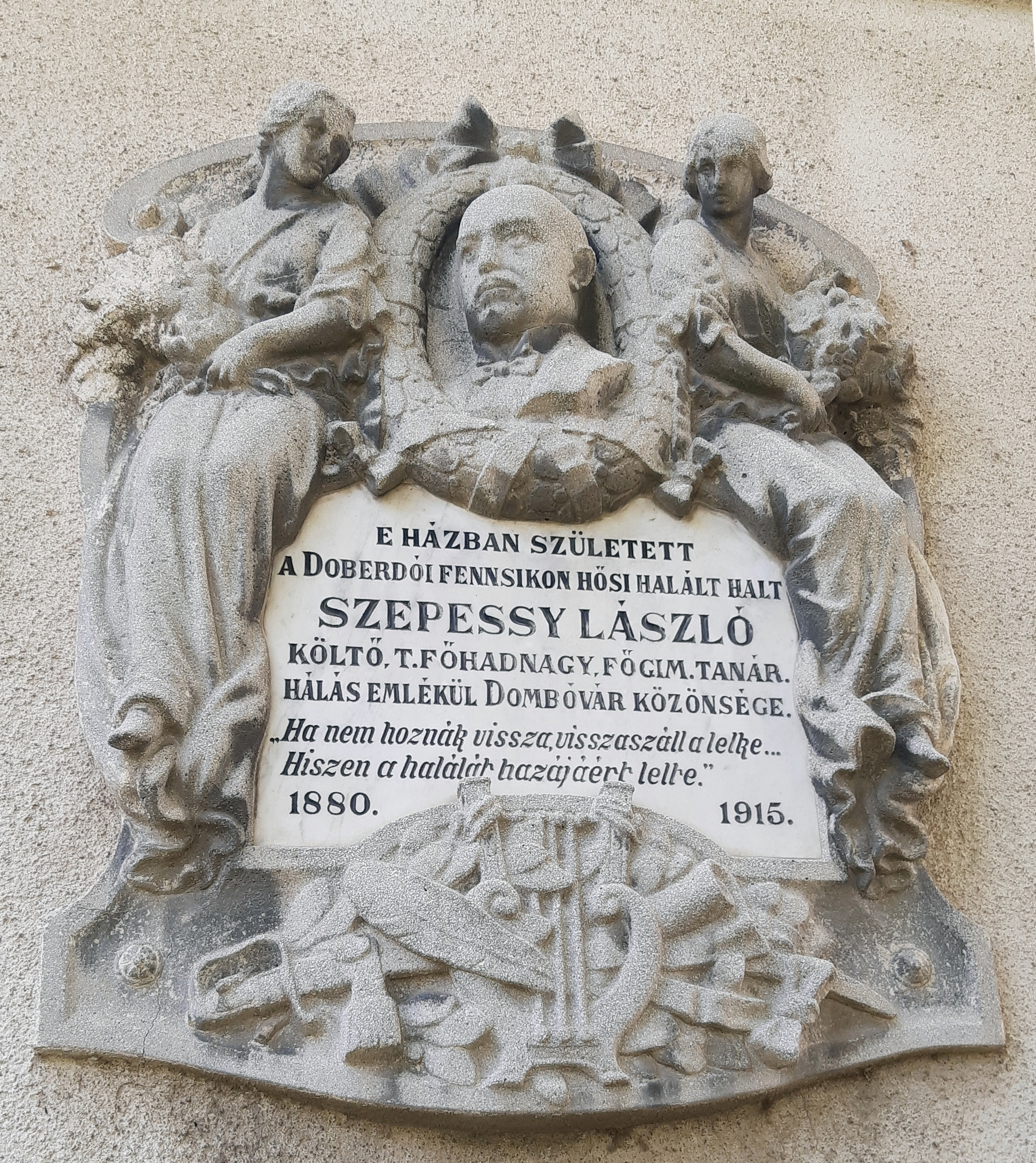
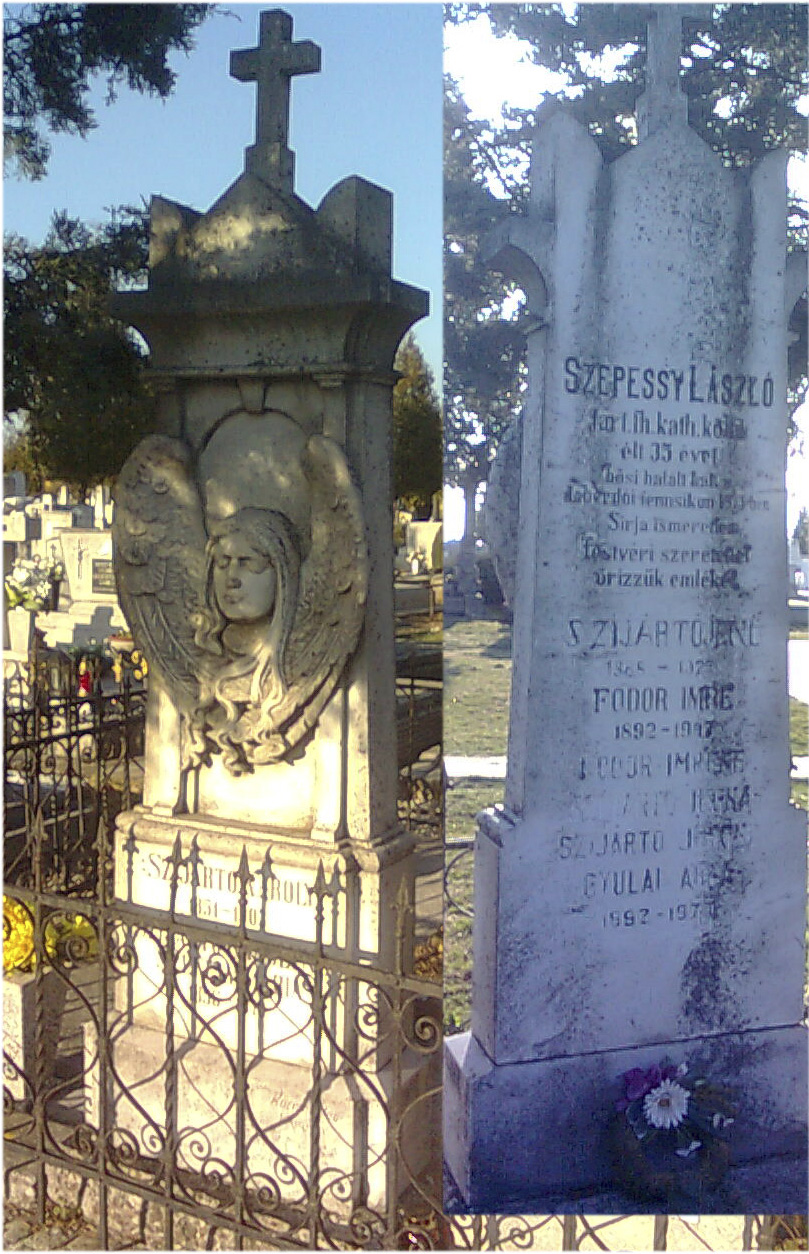